# 大花
大花（学名：Scutellaria soongorica）为唇形科黄芩属下的一个种。

## 扩展阅读
- 維基物種上的相關：大花